# マルク (企業)
株式会社マルクは、愛媛県松山市吉藤に本社を置き、就労支援事業所の運営などを行う企業。

## 主要事業所
- 愛媛本社 - 愛媛県松山市吉藤3丁目4-6
- 東京本社 - 東京都千代田区神田松永町104 TSKビル3F

## 沿革
- 2006年11月 - 就労継続支援A型事業所の運営を目的として、「まるく株式会社」（本社:愛媛県松山市）を設立。
- 2011年
  - 4月 - 就労継続支援A型事業所の運営統括を目的として、「メンターウェイ株式会社」（本社：愛媛県松山市）を設立。
  - 11月 - 就労継続支援A型事業所の運営を目的として、「株式会社アイリール」（本社:愛媛県今治市）を設立。
- 2013年11月 - 就労継続支援Ａ型事業所の運営を目的として、「トライ株式会社」（本社:愛媛県松山市）を設立。
- 2015年8月 - メンターウェイ株式会社が「株式会社マルク」に商号変更。
- 2016年
  - 9月 - まるく株式会社がアイリール･トライの事業の全部を譲受。
  - 10月 - 放課後等デイサービス事業第1号店「マルクスコラ山越教室」（愛媛県松山市）の運営を開始。
- 2018年
  - 5月 - 放課後等デイサービス事業第2号店「マルクスコラはなみずき教室」（愛媛県松山市）の運営を開始。
  - 8月 - 株式会社マルクがまるく株式会社の株式を取得し完全子会社化。
  - 9月 - 株式会社マルクがまるく株式会社の就労継続支援Ａ型事業所の事業を譲受。
- 2019年
  - 3月5日 - TOKYO PRO Marketに上場[1]。
  - 6月 - 放課後等デイサービス事業第3号店である「マルクスコラ余戸教室」（愛媛県松山市）の運営を開始。
- 2020年
  - 6月 - 就労移行支援事業である「マルクキャリア味酒」(愛媛県松山市)の運営を開始。
  - 7月 - 放課後等デイサービス事業第4号店である「マルクスコラ竹原教室」（愛媛県松山市）の運営を開始。
  - 8月 - 放課後等デイサービス事業第5号店である「マルクスコラ来住教室」（愛媛県松山市）の運営を開始。
- 2021年10月 - 自立訓練（生活訓練）事業第１号店である「マルクカレッジ津田沼」（千葉県船橋市）の運営を開始。